# Campeonato mundial A de hockey patines masculino de 2015
El XLII Campeonato mundial de hockey sobre patines masculino se celebró en Francia entre el 20 y el 27 de junio de 2015. Participaron las dieciséis mejores selecciones nacionales masculinas de hockey sobre patines del mundo.
Los doce primeros clasificados quedarían clasificados para el siguiente Mundial A de 2017 mientras que los tres últimos clasificados deberían haber pasado a disputar el Campeonato Mundial B de 2016. Esto no llegó a tener lugar ya que en 2017 se remodeló el campeonato al integrarse en los Juegos Mundiales de Patinaje, si bien de cara a la confección de las nuevas divisiones en esta nueva competición sí que fueron tenidos en cuenta los resultados de los campeonatos mundiales A y B de 2015 y 2014 respectivamente.

## Participantes
Obtuvieron el derecho a participar en el Campeonato los trece primeros clasificados del Campeonato mundial A de hockey patines masculino de 2013 más los tres primeros clasificados del Campeonato mundial B de hockey patines masculino de 2014.
La competición se dividión en dos fases. En la primera fase las dieciséis selecciones quedaron repartidas en cuatro grupos de cuatro equipos cada uno, clasificándose las dos primeras de cada grupo para disputar el título en la segunda fase y pasando las dos últimas a disputar las eliminatorias para evitar el descenso al siguiente Mundial B. En la segunda fase se disputaron tres eliminatorias a partido único, enfrentándose entre sí sucesivamente por una parte los ganadores de las eliminatorias y por otra los perdedores.
Los cuatro grupos de la primera fase se organizan distribuyendo a las selecciones participantes conforme a su clasificación en el anterior Campeonato Mundial:

| Grupo A | Grupo A      |
| ------- | ------------ |
|         | España       |
|         | Francia      |
|         | Angola       |
|         | Países Bajos |

| Grupo B | Grupo B    |
| ------- | ---------- |
|         | Argentina  |
|         | Mozambique |
|         | Suiza      |
|         | Inglaterra |

| Grupo C | Grupo C  |
| ------- | -------- |
|         | Portugal |
|         | Brasil   |
|         | Alemania |
|         | Austria  |

| Grupo D | Grupo D   |
| ------- | --------- |
|         | Chile     |
|         | Italia    |
|         | Sudáfrica |
|         | Colombia  |

## Fase Regular

### Leyenda
| Pts = Puntos totales PJ = Partidos jugados PG = Partidos ganados PE = Partidos empatados PP = Partidos perdidos GF = Goles a favor |  | GC = Goles en contra DG = Diferencia de goles (GF-GC) Resaltado en verde = Equipo clasificado para la segunda fase. Resaltado en rojo = Equipo eliminado de la segunda fase. (p) = Gol de penal (penalti) (fd) = Gol de falta directa |  |  |

### Grupo A
| Equipo       | Pts | PJ | PG | PE | PP | GF | GC | DG  |
| ------------ | --- | -- | -- | -- | -- | -- | -- | --- |
| España       | 9   | 3  | 3  | 0  | 0  | 19 | 2  | +17 |
| Francia      | 6   | 3  | 2  | 0  | 1  | 11 | 7  | +4  |
| Angola       | 3   | 3  | 1  | 0  | 2  | 9  | 6  | +3  |
| Países Bajos | 0   | 3  | 0  | 0  | 3  | 2  | 26 | -24 |

|                     |     |              |                  |
| 20 de junio de 2015 |     |              |                  |
| Angola              | 7:2 | Países Bajos | La Roche-sur-Yon |
|                     |     |              | La Roche-sur-Yon |

|                     |     |        |                  |
| 20 de junio de 2015 |     |        |                  |
| Francia             | 1:6 | España | La Roche-sur-Yon |
|                     |     |        | La Roche-sur-Yon |

|                     |                |        |                  |
| 21 de junio de 2015 |                |        |                  |
| España              | 1:1 (2-0 pen.) | Angola | La Roche-sur-Yon |
|                     |                |        | La Roche-sur-Yon |

|                     |     |         |                  |
| 21 de junio de 2015 |     |         |                  |
| Países Bajos        | 0:7 | Francia | La Roche-sur-Yon |
|                     |     |         | La Roche-sur-Yon |

|                     |      |              |                  |
| 23 de junio de 2015 |      |              |                  |
| España              | 12:0 | Países Bajos | La Roche-sur-Yon |
|                     |      |              | La Roche-sur-Yon |

|                     |     |        |                  |
| 23 de junio de 2015 |     |        |                  |
| Francia             | 3:1 | Angola | La Roche-sur-Yon |
|                     |     |        | La Roche-sur-Yon |

### Grupo B
| Equipo     | Pts | PJ | PG | PE | PP | GF | GC | DG  |
| ---------- | --- | -- | -- | -- | -- | -- | -- | --- |
| Argentina  | 9   | 3  | 3  | 0  | 0  | 20 | 6  | +14 |
| Mozambique | 6   | 3  | 2  | 0  | 1  | 13 | 9  | +4  |
| Suiza      | 3   | 3  | 1  | 0  | 2  | 9  | 11 | -2  |
| Inglaterra | 0   | 3  | 0  | 0  | 3  | 5  | 21 | -16 |

|                     |     |       |                  |
| 20 de junio de 2015 |     |       |                  |
| Argentina           | 7:1 | Suiza | La Roche-sur-Yon |
|                     |     |       | La Roche-sur-Yon |

|                     |     |            |                  |
| 20 de junio de 2015 |     |            |                  |
| Mozambique          | 6:3 | Inglaterra | La Roche-sur-Yon |
|                     |     |            | La Roche-sur-Yon |

|                     |     |           |                  |
| 21 de junio de 2015 |     |           |                  |
| Inglaterra          | 1:8 | Argentina | La Roche-sur-Yon |
|                     |     |           | La Roche-sur-Yon |

|                     |     |            |                  |
| 21 de junio de 2015 |     |            |                  |
| Suiza               | 1:3 | Mozambique | La Roche-sur-Yon |
|                     |     |            | La Roche-sur-Yon |

|                     |     |            |                  |
| 23 de junio de 2015 |     |            |                  |
| Suiza               | 7:1 | Inglaterra | La Roche-sur-Yon |
|                     |     |            | La Roche-sur-Yon |

|                     |     |            |                  |
| 23 de junio de 2015 |     |            |                  |
| Argentina           | 5:4 | Mozambique | La Roche-sur-Yon |
|                     |     |            | La Roche-sur-Yon |

### Grupo C
| Equipo   | Pts | PJ | PG | PE | PP | GF | GC | DG  |
| -------- | --- | -- | -- | -- | -- | -- | -- | --- |
| Portugal | 9   | 3  | 3  | 0  | 0  | 26 | 4  | +22 |
| Alemania | 6   | 3  | 2  | 0  | 1  | 15 | 9  | +6  |
| Austria  | 3   | 3  | 1  | 0  | 2  | 5  | 22 | -17 |
| Brasil   | 0   | 3  | 0  | 0  | 3  | 6  | 17 | -11 |

|                     |     |         |                  |
| 21 de junio de 2015 |     |         |                  |
| Brasil              | 2:3 | Austria | La Roche-sur-Yon |
|                     |     |         | La Roche-sur-Yon |

|                     |     |          |                  |
| 21 de junio de 2015 |     |          |                  |
| Portugal            | 5:2 | Alemania | La Roche-sur-Yon |
|                     |     |          | La Roche-sur-Yon |

|                     |      |          |                  |
| 22 de junio de 2015 |      |          |                  |
| Austria             | 0:13 | Portugal | La Roche-sur-Yon |
|                     |      |          | La Roche-sur-Yon |

|                     |     |        |                  |
| 22 de junio de 2015 |     |        |                  |
| Alemania            | 6:2 | Brasil | La Roche-sur-Yon |
|                     |     |        | La Roche-sur-Yon |

|                     |     |         |                  |
| 23 de junio de 2015 |     |         |                  |
| Alemania            | 7:2 | Austria | La Roche-sur-Yon |
|                     |     |         | La Roche-sur-Yon |

|                     |     |        |                  |
| 23 de junio de 2015 |     |        |                  |
| Portugal            | 8:2 | Brasil | La Roche-sur-Yon |
|                     |     |        | La Roche-sur-Yon |

### Grupo D
| Equipo    | Pts | PJ | PG | PE | PP | GF | GC | DG  |
| --------- | --- | -- | -- | -- | -- | -- | -- | --- |
| Italia    | 9   | 3  | 3  | 0  | 0  | 24 | 7  | +17 |
| Chile     | 6   | 3  | 2  | 0  | 1  | 22 | 8  | +14 |
| Colombia  | 3   | 3  | 1  | 0  | 2  | 8  | 8  | 0   |
| Sudáfrica | 0   | 3  | 0  | 0  | 3  | 3  | 34 | -31 |

|                     |      |           |                  |
| 21 de junio de 2015 |      |           |                  |
| Chile               | 14:1 | Sudáfrica | La Roche-sur-Yon |
|                     |      |           | La Roche-sur-Yon |

|                     |     |          |                  |
| 21 de junio de 2015 |     |          |                  |
| Italia              | 3:2 | Colombia | La Roche-sur-Yon |
|                     |     |          | La Roche-sur-Yon |

|                     |     |       |                  |
| 22 de junio de 2015 |     |       |                  |
| Colombia            | 2:4 | Chile | La Roche-sur-Yon |
|                     |     |       | La Roche-sur-Yon |

|                     |      |        |                  |
| 22 de junio de 2015 |      |        |                  |
| Sudáfrica           | 1:16 | Italia | La Roche-sur-Yon |
|                     |      |        | La Roche-sur-Yon |

|                     |     |          |                  |
| 23 de junio de 2015 |     |          |                  |
| Sudáfrica           | 1:4 | Colombia | La Roche-sur-Yon |
|                     |     |          | La Roche-sur-Yon |

|                     |     |        |                  |
| 23 de junio de 2015 |     |        |                  |
| Chile               | 4:5 | Italia | La Roche-sur-Yon |
|                     |     |        | La Roche-sur-Yon |

## Fase Final

### Campeonato
Juegos disputados en el Pabellón Vendéspace de La Roche-sur-Yon.
|  | Cuartos de final   | Cuartos de final   |                    |          | Semifinales            | Semifinales            |  |  | Final              | Final |
|  |                    |                    |                    |          |                        |                        |  |  |                    |       |
|  | 25 de junio, 16:00 |                    |                    |          |                        |                        |  |  |                    |       |
|  |                    |                    |                    |          |                        |                        |  |  |                    |       |
|  | España             | 9                  |                    |          |                        |                        |  |  |                    |       |
|  | España             | 9                  | 26 de junio, 19:30 |          |                        |                        |  |  |                    |       |
|  | Mozambique         | 0                  |                    |          |                        |                        |  |  |                    |       |
|  | Mozambique         | 0                  | España             | 6        |                        |                        |  |  |                    |       |
|  | 25 de junio, 17:40 |                    | España             | 6        |                        |                        |  |  |                    |       |
|  |                    | Alemania           | 2                  |          |                        |                        |  |  |                    |       |
|  | Italia             | Alemania           | 2                  | 6        |                        |                        |  |  |                    |       |
|  | Italia             |                    | 27 de junio, 21:15 | 6        |                        |                        |  |  |                    |       |
|  | Alemania           | 7                  |                    |          |                        |                        |  |  |                    |       |
|  | Alemania           | 7                  | España             | 1        |                        |                        |  |  |                    |       |
|  | 25 de junio, 19:30 |                    | España             | 1        |                        |                        |  |  |                    |       |
|  |                    | Argentina          | 6                  |          |                        |                        |  |  |                    |       |
|  | Argentina          | Argentina          | 6                  | 5        |                        |                        |  |  |                    |       |
|  | Argentina          | 26 de junio, 21:15 |                    | 5        |                        |                        |  |  |                    |       |
|  | Francia            | 0                  |                    |          |                        |                        |  |  |                    |       |
|  | Francia            | 0                  | Argentina          | 5        | Tercer y cuarto puesto | Tercer y cuarto puesto |  |  |                    |       |
|  | 25 de junio, 21:15 |                    | Argentina          | 5        | Tercer y cuarto puesto | Tercer y cuarto puesto |  |  |                    |       |
|  |                    | Portugal           | 2                  |          |                        |                        |  |  |                    |       |
|  | Portugal           | Portugal           | 2                  | 6        | Alemania               | 3                      |  |  |                    |       |
|  | Portugal           |                    |                    | 6        | Alemania               | 3                      |  |  |                    |       |
|  | Chile              | 0                  |                    | Portugal | 7                      |                        |  |  |                    |       |
|  | Chile              | 0                  |                    |          | 7                      |                        |  |  |                    |       |
|  |                    |                    |                    |          |                        |                        |  |  | 27 de junio, 19:15 |       |
|  |                    |                    |                    |          |                        |                        |  |  |                    |       |

### 5º al 8º lugar
|  | Semifinales        | Semifinales        |   |                    | 5º lugar           | 5º lugar |  |
|  |                    |                    |   |                    |                    |          |  |
|  |                    |                    |   |                    |                    |          |  |
|  | 26 de junio, 16:00 |                    |   |                    |                    |          |  |
|  | Mozambique         | 2                  |   |                    |                    |          |  |
|  | Italia             | 5                  |   |                    |                    |          |  |
|  |                    |                    |   |                    |                    |          |  |
|  |                    |                    |   |                    | 27 de junio, 17:40 |          |  |
|  |                    |                    |   |                    | Italia             | 6        |  |
|  |                    | Francia            | 3 |                    |                    |          |  |
|  |                    |                    |   |                    |                    |          |  |
|  |                    |                    |   |                    |                    |          |  |
|  |                    |                    |   |                    | 7º lugar           |          |  |
|  | 26 de junio, 21:15 | 26 de junio, 21:15 |   | 27 de junio, 16:00 | 27 de junio, 16:00 |          |  |
|  | Francia            | 3 (p)              |   | Mozambique         | 8                  |          |  |
|  | Chile              | 2                  |   |                    | Chile              | 5        |  |

### 9º al 16º lugar
|  | Cuartos de final   | Cuartos de final   |                    |         | Eliminatoria | Eliminatoria |  |  | 9º lugar           | 9º lugar |
|  |                    |                    |                    |         |              |              |  |  |                    |          |
|  | 25 de junio, 8:30  |                    |                    |         |              |              |  |  |                    |          |
|  |                    |                    |                    |         |              |              |  |  |                    |          |
|  | Angola             | 12                 |                    |         |              |              |  |  |                    |          |
|  | Angola             | 12                 | 26 de junio, 11:50 |         |              |              |  |  |                    |          |
|  | Inglaterra         | 0                  |                    |         |              |              |  |  |                    |          |
|  | Inglaterra         | 0                  | Angola             | 3       |              |              |  |  |                    |          |
|  | 25 de junio, 10:10 |                    | Angola             | 3       |              |              |  |  |                    |          |
|  |                    | Brasil             | 2                  |         |              |              |  |  |                    |          |
|  | Colombia           | Brasil             | 2                  | 1       |              |              |  |  |                    |          |
|  | Colombia           |                    | 27 de junio, 13:30 | 1       |              |              |  |  |                    |          |
|  | Brasil             | 3                  |                    |         |              |              |  |  |                    |          |
|  | Brasil             | 3                  | Angola             | 4       |              |              |  |  |                    |          |
|  | 25 de junio, 11:50 |                    | Angola             | 4       |              |              |  |  |                    |          |
|  |                    | Suiza              | 3                  |         |              |              |  |  |                    |          |
|  | Suiza              | Suiza              | 3                  | 6       |              |              |  |  |                    |          |
|  | Suiza              | 26 de junio, 13:30 |                    | 6       |              |              |  |  |                    |          |
|  | Países Bajos       | 5                  |                    |         |              |              |  |  |                    |          |
|  | Países Bajos       | 5                  | Suiza              | 5       | 11º lugar    | 11º lugar    |  |  |                    |          |
|  | 25 de junio, 13:30 |                    | Suiza              | 5       | 11º lugar    | 11º lugar    |  |  |                    |          |
|  |                    | Austria            | 2                  |         |              |              |  |  |                    |          |
|  | Austria            | Austria            | 2                  | 5       | Brasil       | 5            |  |  |                    |          |
|  | Austria            |                    |                    | 5       | Brasil       | 5            |  |  |                    |          |
|  | Sudáfrica          | 1                  |                    | Austria | 3            |              |  |  |                    |          |
|  | Sudáfrica          | 1                  |                    |         | 3            |              |  |  |                    |          |
|  |                    |                    |                    |         |              |              |  |  | 27 de junio, 11:50 |          |
|  |                    |                    |                    |         |              |              |  |  |                    |          |

### 13.eɽal 16.º lugar
|  | Semifinales        | Semifinales        |   |                   | 13.eɽ lugar        | 13.eɽ lugar |  |
|  |                    |                    |   |                   |                    |             |  |
|  |                    |                    |   |                   |                    |             |  |
|  | 26 de junio, 8:30  |                    |   |                   |                    |             |  |
|  | Inglaterra         | 1                  |   |                   |                    |             |  |
|  | Colombia           | 7                  |   |                   |                    |             |  |
|  |                    |                    |   |                   |                    |             |  |
|  |                    |                    |   |                   | 27 de junio, 10:10 |             |  |
|  |                    |                    |   |                   | Colombia           | 4           |  |
|  |                    | Países Bajos       | 2 |                   |                    |             |  |
|  |                    |                    |   |                   |                    |             |  |
|  |                    |                    |   |                   |                    |             |  |
|  |                    |                    |   |                   | 15.º lugar         |             |  |
|  | 26 de junio, 10:10 | 26 de junio, 10:10 |   | 27 de junio, 8:30 | 27 de junio, 8:30  |             |  |
|  | Países Bajos       | 9                  |   | Inglaterra        | 6                  |             |  |
|  | Sudáfrica          | 3                  |   |                   | Sudáfrica          | 5           |  |

## Clasificación final
| Posición | Selección    |
| -------- | ------------ |
|          | Argentina    |
|          | España       |
|          | Portugal     |
| 4.       | Alemania     |
| 5.       | Italia       |
| 6.       | Francia      |
| 7.       | Mozambique   |
| 8.       | Chile        |
| 9.       | Angola       |
| 10.      | Suiza        |
| 11.      | Brasil       |
| 12.      | Austria      |
| 13.      | Colombia     |
| 14.      | Países Bajos |
| 15.      | Inglaterra   |
| 16.      | Sudáfrica    |

- Los últimos tres clasificados tendrán que haber disputado el Mundial B de 2016.

| Bandera de Argentina |
| Campeón Argentina    |
| 5º Título            |

## Planteles

### Argentina (campeón)
Porteros: Valentín Grimalt, Ariel Svriz, Daniel Kenan.
Jugadores de campo: Josi García, Reinaldo García, David Páez, Matías Platero, Lucas Ordóñez, Gonzalo Romero, Carlos López, Carlos Nicolia.

### España (subcampeón)
Porteros: Aitor Egurrola, Carles Grau.
Jugadores de campo: Ton Baliu, Toni Pérez, Jordi Bargalló, Josep Lamas, Jordi Adroher, Pedro Gil, Marc Gual, Eduard Lamas.